# Javier Arcenillas
Javier Arcenillas est un photojournaliste et photographe documentaire, humaniste et portraitiste indépendant espagnol, né à Bilbao,  en 1973.
Il a été récompensé par un World Press Photo en 2018 et par le Prix Lucas Dolega en 2019.

## Biographie
Javier Arcenillas est diplômé de psychologie de l’Université complutense de Madrid. Il enseigne le photojournalisme et la photo documentaire à l’école internationale PICA.
Depuis 2006, il travaille sur la violence en Amérique centrale. Fruit de dix années de travail, le projet « Latido America[Quoi ?] », essai photographique et sociologique en noir et blanc, est récompensé en 2019 par le Prix Lucas-Dolega. Il est aussi portraitiste et a photographié de nombreuses personnalités culturelles du monde hispanique pour les magazines pour lesquels il travaille. 
Il a été publié dans Time, CNN, IL Magazine, Leica Magazine, Der Spiegel, Stern, GEO, VICE News, National Geographic, TRIP, El Mundo, El País Semanal, Planeta Futuro, Zazpika, El periódico de Guatemala. 
Membre de Gea Photowords, son travail est diffusé par l’agence de presse LUZ.

## Publications
Liste non exhaustive
- Javier Arcenillas, City Hope - Ciudad Esperanza, Malavrava-Médicos del Mundo, 2007, 150 p. (ISBN 978-84-612-1246-0)
- Cristina de Middel et Javier Arcenillas, Welcome, A Photo Essay, Alcobendas, 2009
- Javier Arcenillas., Sicarios. Latin American Assassins., FotoEvidence, 2011, 112 p. (ISBN 978-0983491316)
- (es) Javier Arcenillas, La Fabrica, coll. « PHotoBolsillo », 2016, 96 p. (ISBN 978-8416248452)
- (en) Alberto García Palomo (photogr. Javier Arcenillas), UFO presences, Editorial PM, 2017, 116 p. (ISBN 978-8417047283)

## Exposition
Liste non exhaustive
- 2018 : Latidoamerica, musée archéologique  Los Baños à Alhama de Murcia

## Prix et distinctions
- Arts Press Award, Kodak Young Photographer[1]
- Atlanta Journalism Awards ( Best Photographer)[1]
- Scholarship of the European Social Fund[1]
- Euro Press by Fujifilm[1]
- Fotopress Prize[1]
- Pictures of the Year International[1]
- 2009 : Prix Union Latine-Martín Chambi de la photographie pour la série « Headworkers »[3]
- 2010 : Sony World Photographic Award 3e place[5]
- 2011 : Fotoevidence[1]
- 2012 et 2014 : Terry O´Neill Award[1]
- 2014 : Photographer of the year in Moscow Photo Award[1]
- 2015 : Getty Images Grant[1]
- 2017 : POYI Latam[1]
- 2018 : World Press Photo, Photo Contest, Long-Term Projects, Stories, 3e prix, pour son reportage au long cours « Latidoamerica »[6]
- 2019 : Prix Lucas-Dolega pour « Latido America », un reportage au long cours sur la violence en Amérique Latine[1]
- 2020 : Art of Building photography competition, Highly Commended: Museo Guggenheim Bilbao[7]
- 2021 : All About Photo Awards, 4e place pour sa photo « Latidoamerica »[8]